# Rijksweg 13
La Rijksweg 13 (o A13) olandese parte da Rijswijk, fino ad arrivare a Rotterdam. L'autostrada è lunga 17 km.

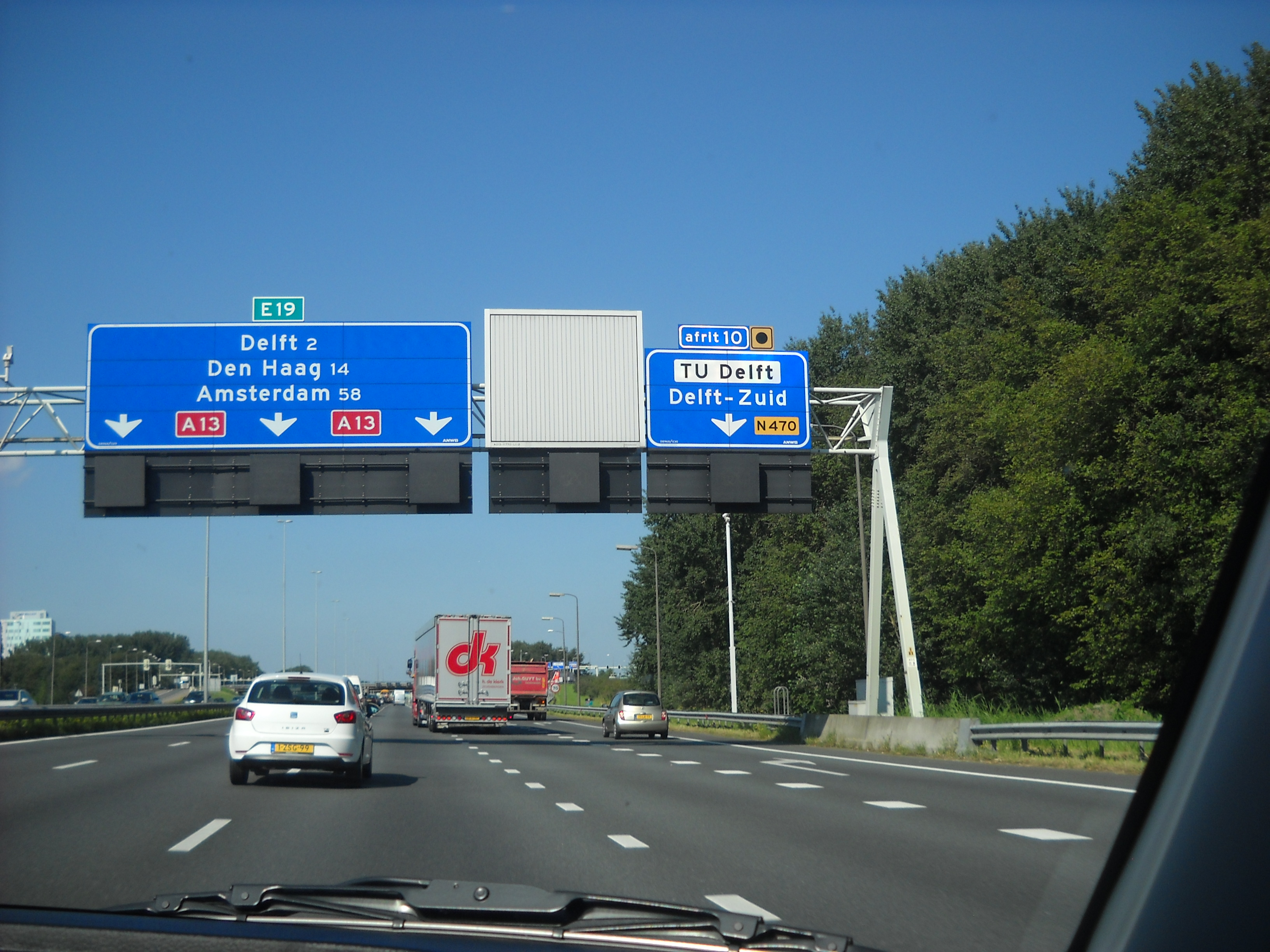
L'autostrada A13 in prossimità dell'uscita 10 Delft Sud

## Percorso
|      |                                                                                     |        |                |  |  |
| Tipo | Indicazione                                                                         | Uscita | Strada europea |  |  |
|      | Barriera Yppenburg                                                                  |        |                |  |  |
|      | Rijswijk (solo carreggiata nord)                                                    | 7      |                |  |  |
|      | Delft-Noord                                                                         | 8      |                |  |  |
|      | Delft                                                                               | 9      |                |  |  |
|      | Delft-Zuid                                                                          | 10     |                |  |  |
|      | Aree di servizio "Vrijenban" e "Ruyven" (rispettivamente in carreggiate sud e nord) |        |                |  |  |
|      | Berkel en Rodenrijs                                                                 | 11     |                |  |  |
|      | Overschie                                                                           | 12     |                |  |  |
|      | Barriera Kleinpolderplein                                                           |        |                |  |  |
|      | Rotterdam                                                                           |        |                |  |  |